# (3400) Aotearoa
(3400) Aotearoa es un asteroide que forma parte del cinturón interior de asteroides y fue descubierto por Pamela M. Kilmartin y Alan C. Gilmore desde el Observatorio Universitario del Monte John, en Lake Tekapo, Nueva Zelanda, el 2 de abril de 1981.

## Designación y nombre
Aotearoa se designó inicialmente como 1981 GX.
Más adelante, en 1991, recibió su nombre de la palabra maorí para Nueva Zelanda.

## Características orbitales
Aotearoa orbita a una distancia media del Sol de 1,935 ua, pudiendo alejarse hasta 2,126 ua y acercarse hasta 1,744 ua. Su inclinación orbital es 20,23 grados y la excentricidad 0,09874. Emplea en completar una órbita alrededor del Sol 983,2 días.
Aotearoa pertenece al grupo asteroidal de Hungaria.

## Características físicas
La magnitud absoluta de Aotearoa es 15,5.